# Christian Eckert (Musiker)
Christian Eckert (* 30. Juli 1965 in Weinheim) ist ein deutscher Jazzgitarrist.

## Leben und Wirken
Eckert nahm 1990 sein Studium der Jazz- und Popularmusik auf. Die ersten Semester studierte er am Konservatorium Hilversum, danach wechselte er ans Constantijn-Huygens-Konservatorium nach Zwolle, um sein Studium bei Hans Vogt fortzusetzen. Ein Stipendium ermöglichte ihm, 1992 an der New Yorker New School von dem Gitarristen zu lernen, der ihn musikalisch am meisten beeindruckt und wohl auch beeinflusst hat: Jim Hall. Seine Ausbildung wurde auch von Lehrern wie Hal Galper, John Abercrombie oder Peter Bernstein geprägt. Während dieser Zeit trat er unter anderem mit dem Dizzy-Gillespie-Pianisten Ray Bryant auf. Nach seiner Rückkehr in die Niederlande beendete Eckert das Studium mit dem Abschluss der Meisterklasse.
Seit 1995 lebt Eckert wieder in Deutschland. Er war hier zunächst vor allem mit seinem eigenen Quartett (Double You, 2000, mit Joe Bartmes, Johannes Schaedlich, Dirik Schilgen) und diversen Trios & Duos tätig wie 2001 mit Gary Versace und Matt Jorgensen im Trio NY3, ist aber auch in etlichen anderen Projekten aktiv. Als freischaffender Musiker spielte er mit dem „Sam Yahel European Trio“, dem New Yorker Bassisten Steve Doyle, dem in Seattle wohnhaften Schlagzeuger Matt Jorgensen, dem Tentett von Fritz Münzer und dem Elektronik-Quartett Sapporo Sound Motel mit Eva Mayerhofer und Ulli Jünemann. In Nordamerika spielt Eckert jeden Herbst in Clubs an der West- und Ostküste mit alten Studienkollegen oder Newcomern; 2014 entstand mit Chamber 3 das Album Grassroots (mit Steffen Weber und Matt Jorgensen).
Besonders engagiert ist er in der Jazz-Szene seiner Heimatregion: Als Vorsitzender der IG-Jazz Rhein-Neckar setzte er sich jahrelang für ein gutes Konzertprogramm ein. Er ist Leiter des Jazzworkshops in Freinsheim, organisiert zusammen mit dem Label Phazz-A-Delic genreübergreifende Elektronik-Sessions und eine Konzertreihe Two Guitars im Jazzhaus Heidelberg.
Eckert lebt mit seiner Familie in Weinheim an der Bergstraße.

## Lexikalische Einträge
- Jürgen Wölfer: Jazz in Deutschland. Das Lexikon. Alle Musiker und Plattenfirmen von 1920 bis heute. Hannibal, Höfen 2008, ISBN 978-3-85445-274-4.